# الرتب الأكاديمية في الأردن
الرتب الأكاديمية في الأردن هي الألقاب والأهمية النسبية وقوة الأساتذة والباحثين والموظفين الإداريين في الأوساط الأكاديمية.

## نظرة عامة
- أستاذ
- أستاذ مشارك
- أستاذ مساعد
- أستاذ ممارس
- مدرس
- مدرس مساعد

## الأستاذية
الجامعات في الأردن تستعير هذا التصنيف من نظام التعليم العالي في الولايات المتحدة. الجامعات، سواء كانت عامة أو خاصة، تحتوي على خمس رُتب لأعضاء هيئة التدريس: المدرس المساعد، والذي يعادل teaching assistant، والمدرس، والذي يعادلsenior teaching assistant، والأستاذ المساعد، والذي يعادل assistant professor، والأستاذ المشرك، والذي يعادلassociate professor ، والأستاذ، والذي يعادل professor.
المدرس المساعد: يجب أن يكون المدرس المساعد حاصل على درجة الماجستير قبل البدء في التدريس. وتشمل واجباته: إعداد وتقديم المناهج والمحاضرات المخبرية، وإعداد المهام ومتطلبات المشاريع الدراسية، وإعداد وإجراء الامتحانات المخبرية، والامتحانات التعليمية الموجزة، والمشاركة في الإشراف على مشاريع التخرج.
المدرس: تتم ترقية المدرس المساعد إلى رتبة المدرس بعد تقديمه ورقتين مقبولتين للنشر. عادة، لا تتغير الواجبات، لكن الراتب يزيد قليلاً.
الأستاذ المساعد: يمكن تعيين حاملي الدكتوراة المكافئة كأستاذ مساعد، ويُثبّت في المنصب. تتضمن واجبات الأساتذة المساعدين إلقاء المحاضرات والإشراف على مشاريع التخرج ورسائل الماجستير ورسائل الدكتوراة.
الأستاذ المشارك: بعد خمس سنوات على الأقل، يمكن للأستاذ المساعد التقدم للحصول على ترقية إلى رتبة أستاذ مشارك. يعتمد القرار على المساهمات العلمية للمتقدم من حيث المنشورات والأطروحات والرسائل العلمية التي تم الإشراف عليها.
الأستاذ: بعد خمس سنوات على الأقل، يمكن للأستاذ المساعد التقدم للترقية إلى رتبة أستاذ. يعتمد القرار على المساهمات العلمية للمتقدم من حيث المنشورات والأطروحات والرسائل العلمية التي تم الإشراف عليها.
الواجبات الأكاديمية للأساتذة والأساتذة المشاركين هي تقريبًا نفس واجبات الأساتذة المساعدين. ومع ذلك، يمكن فقط للأساتذة والأساتذة المشاركين تولي المناصب الإدارية العليا مثل رئيس القسم ونائب عميد الكلية وعميد الكلية.